# Mazepa (dramat)

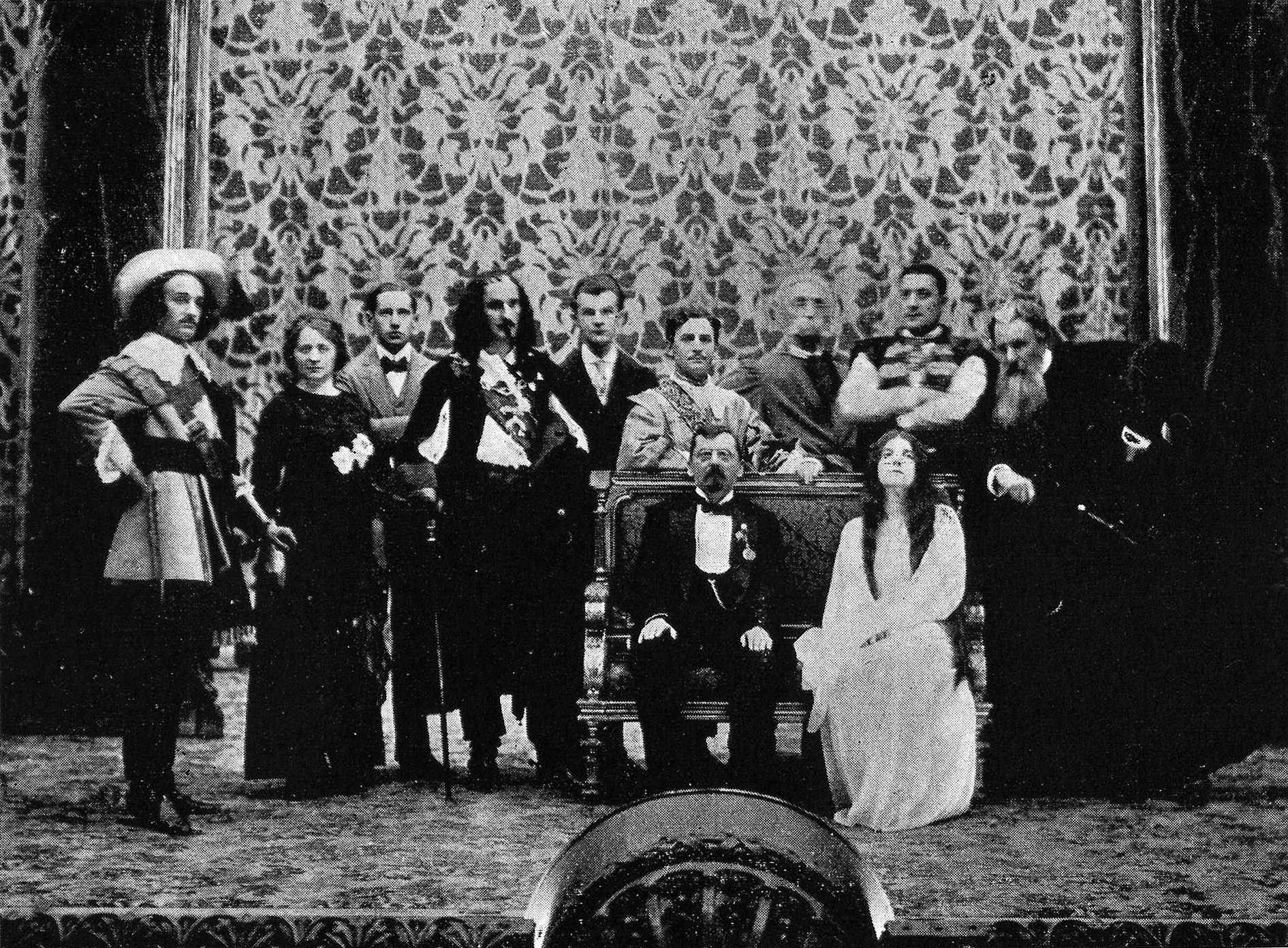
Aktorzy Teatru Miejskiego grający w spektaklu w esperancie podczas VIII. Światowego Kongresu Esperantystów w Krakowie, 1912. W środku Antoni Grabowski, autor przekładu

„Mazepa. Tragedia w pięciu aktach” – dramat napisany przez Juliusza Słowackiego w Paryżu, w drugiej połowie roku 1839. Został wydany w 1840 r. również w Paryżu. Wystawiony w Budapeszcie w 1847 r.
Głównym bohaterem jest młody Iwan Mazepa, paź i dworzanin królewski – przyszły hetman kozacki. Akcja toczy się w XVII wieku na zamku wojewody, którego odwiedza król Jan II Kazimierz Waza wraz ze świtą.

## Postaci
- król Jan Kazimierz
- Mazepa – dworzanin króla
- wojewoda
- Amelia – żona wojewody
- Zbigniew – syn wojewody z pierwszego małżeństwa
- Chmara – dworzanin wojewody
- Chrząstka – dworzanin wojewody
- kasztelanowa

i inni.

## Fabuła
XVII wiek. Wojewoda szykuje swój zamek na przyjęcie w gościnę samego króla Jana Kazimierza wraz z najbliższymi dworzanami. Gospodarzowi w tych działaniach pomaga jego syn Zbigniew. W gościnie u Wojewody pojawia się Kasztelanowa, która bardzo chce poznać króla. Młody Zbigniew robi na niej wielkie wrażenie. Kobieta wypytuje go o jego sprawy sercowe. W zamku zjawia się król w towarzystwie swoich dworzan. Wojewoda przedstawia władcy swoją młodą żonę Amelię. Uroda kobiety robi na nim wielkie wrażenie. Jednego z królewskich dworzan jednak nadal brakuje – jest nim Jan Mazepa, osobisty paź króla. Mazepa wchodzi do zamku przez okno, popisując się przed wszystkimi swoją zwinnością oraz elokwencją. Król lekko żartuje sobie z niego. Mazepa również zwraca uwagę na Amelię i jest zachwycony jej urodą. Wojewoda, choć paź nie robi na nim pozytywnego wrażenia, zaprasza go razem z resztą gości na salony. Rozpoczyna się uczta, po której wszyscy tańczą poloneza. Król tańczy z Amelią, Mazepa z Kasztelanową, Zbigniew z jakąś damą. Król wyraźnie zaleca się do żony swego gospodarza, jego paź zaś uwodzi Kasztelanową, która droczy się z nim i prosi go, by opowiedział jej w zaufaniu, jeśli się w kimś tutaj zakocha. Nikt nie zauważa, że Zbigniewa i jego macochę łączą relacje zupełnie inne niż powinny. Po odtańczeniu poloneza Mazepa próbuje zalecać się do Amelii, ta jednak wyraźnie daje mu do zrozumienia, że jego zaloty są jej niemiłe i zapowiada, że w razie czego zostanie przed nimi obroniona. Mazepa odprowadza Kasztelanową do jej powozu.
Król szykuje się do snu, a Mazepa pomaga mu się rozebrać. Paź pomstuje po cichu na swego pana, a głośno mówi pochlebstwa na jego temat. Nagle widzi, że król bierze jego płaszcz i kapelusz. Pyta go, dlaczego to robi, na co Jan Kazimierz odpowiada ironicznie, że idzie na podboje miłosne, zaś płaszcz i kapelusz pazia są mu potrzebne po to, by nikt go nie rozpoznał. Wychodzi, ale po chwili wraca z raną na dłoni. Okazało się, że to Zbigniew czuwający nad czcią ukochanej zaatakował jej zalotnika, biorąc go za Mazepę. Król zachowuje się jak urażone dziecko i wyzywa Bogu ducha winnego pazia. Oznajmia mu też, że zamierza jutro opuścić zamek Wojewody. Mazepa z kpiną przypomina władcy, że jeśli jutro wszyscy zobaczą ranę na dłoni króla, to wyjdzie na jaw, kto szedł w zaloty do wojewodziny i wyjazd Jana Kazimierza nic tutaj nie pomoże. Król nie wie, co ma robić. Mazepa jednak sam rani się swoją szablą w dłoń, by ratować swego pana.
Następnego dnia Jan Kazimierz opowiada Wojewodzie o napaści na swojego pazia, w której to Mazepa został ranny w dłoń. Gospodarz obiecuje ukarać sprawców tego zuchwałego czynu, jednak z toku rozmowy zaczyna się domyślać, że Mazepa został ranny podczas schadzki z jego żoną i kipi z zazdrości. Król, widząc to, próbuje ratować sytuację, mówiąc, że ostatecznie nic się nie stało, zaś jego dworzanin sam jest sobie winien. Nie udaje mu się jednak zmylić zazdrosnego męża. Po Wojewodzie u króla zjawia się Amelia, która skarży się na Mazepę. Mówi, iż ten napastował ją, gdy ta szła na mszę do kościoła. Król udaje współczucie do jej problemu, a jednocześnie sam w sposób dość obleśny wyznaje jej miłość. Amelia widzi, że u władcy nie znajdzie pomocy i odtrąca zaloty Jana Kazimierza, po czym odchodzi. Rozwścieczony tym władca wzywa do siebie Mazepę i oznajmia mu, że ten ma jechać z listami do królowej. Jednocześnie Zbigniew czuje się zazdrosny o macochę i chce zaatakować pazia. Wojewoda, widząc to, odciąga go na stronę i wyjawia, że sam planuje ukarać zuchwałego dworzanina. Ojciec oczywiście nie domyśla się, że ma rywala we własnym synu i jest pewien jego lojalności. Zapowiada przyszłą zasadzkę na Mazepę. Zbigniew przerażony pyta, co będzie, jeśli król się o tym dowie, na co Wojewoda odpowiada mu, że w swoim domu to on jest panem.
Król pisze listy do swojej żony, królowej i każe Mazepie jechać z nimi. Wojewoda przychodzi do władcy i prosi go, by lepiej wyprawił swego pazia daleko od tego zamku, bo w innym wypadku owego pazia może tu spotkać niemiła przygoda. Jan Kazimierz, ku zadowoleniu swego gospodarza, oznajmia, że Mazepa wyjeżdża jeszcze dzisiaj z listami. Radosny Wojewoda daje paziowi swoją własną szablę oraz najlepszego konia, byle tylko jak najszybciej opuścił on jego zamek. Mazepa z torbą pełną listów idzie do stajni po swego wierzchowca. Zostaje jednak zaatakowany przez Zbigniewa, który wyzywa go na pojedynek. Paź nie chce się nim bić, ale młodzieniec tnie go szablą przez torbę, zaś listy z niej rozsypują się po podłodze. Zdenerwowany tym czynem Mazepa przyjmuje wyzwanie i staje do pojedynku, który wygrywa. Daruje jednak Zbigniewowi życie i, domyślając się jego uczuć do macochy, radzi mu, by wyjechał razem z nim i rzucił się w wir życia. Twierdzi, że czas pomoże mu zapomnieć o nieszczęśliwej miłości. Zbigniew zgadza się i odchodzi. Mazepa zapowiada, że będzie czekał na niego do północy w oberży, po czym ogląda listy, które wyleciały mu z torby. Jeden z nich ma przeciętą szablą pieczęć. Mazepa z ciekawości otwiera go i ku swemu przerażeniu odkrywa, że król w tym piśmie każe porwać Amelię, zaś Mazepę wtrącić do wieży. Wściekły paź chce uprzedzić o tym wszystkim wojewodzinę.
Mazepa wchodzi do komnaty Amelii. Nie zastaje jej jednak, więc postanawia na nią zaczekać. Słyszy zbliżające się głosy. Przerażony pisze krótką wiadomość na wachlarzu, po czym chowa się w alkowie. W komnacie zjawiają się Amelia i Zbigniew. Młodzieniec chce się pożegnać z ukochaną, ale nie jest w stanie tego zrobić. W końcu zrozpaczony mdleje u jej stóp. Wchodzi na to Wojewoda, który wciąż nie domyśla się uczuć syna. Przyszedł tutaj, ponieważ wierny sługa Chmara doniósł mu, że widziano Mazepę wchodzącego do komnaty Amelii. Kobieta zaprzecza, że jakoby chowa w alkowie kochanka, jednak nie chce wpuścić do niej męża. Zbigniew budzi się i znajduje wiadomość na wachlarzu. Szybko go chowa i nie chce wpuścić ojca ani jego ludzi do alkowy macochy, bojąc się, że gdy tylko wyjdzie na jaw, kto się w niej kryje, kobieta zostanie skompromitowana. W końcu Wojewoda wpada na szatański pomysł. Nakazuje sprowadzić murarzy i zamurować alkowę Amelii, zaś z reszty komnaty stworzyć kaplicę dla Jana Kazimierza. Murarze przychodzą i zamurowują żywcem Mazepę, który zmęczony zasnął i nie wie, co się dzieje. Wojewoda zadowolony każe zamknąć żonę w lochu, zaś królowi oznajmia, że ma dla niego gotową kaplicę.
Amelia siedzi w lochu i zrozpaczona nie chce jeść ani pić. Chmara przynosi jej posiłek. Zachowuje się wobec niej grzecznie, lecz z dystansem. Oznajmia kobiecie, że w alkowie został zamurowany żywcem jej kochanek. Amelia zaprzecza i żąda widzenia się z mężem oraz królem. Zostaje zaprowadzona do swej dawnej komnaty, gdzie właśnie król odbywa modły. Gdy władca dowiaduje się o wszystkim każe rozbić mur i zobaczyć, czy zarzuty Wojewody są prawdziwe. Mur zostaje rozbity, a w alkowie (ku przerażeniu Amelii) ludzie króla znajdują nieprzytomnego Mazepę. Paź zostaje ocucony i wyjaśnia swoją obecność w alkowie kobiety, pokazując na dowód list, który niechcący odczytał. Władca zażenowany staje w obronie Mazepy i Amelii, potwierdzając prawdziwość ich wyjaśnień. Wojewoda wpada jednak w paranoję. Uważa, że wszyscy przeciwko niemu spiskują. Mazepa w końcu wyzywa Wojewodę na pojedynek w obronie honoru Amelii. Zamiast ojca do walki zgłasza się jednak Zbigniew i proponuje użyć do walki pistoletów. Amelia czuje, że jej ukochany chce zginąć w tej walce i uprzedza o tym męża, który jednak lekceważy jej ostrzeżenia. Zbigniew wychodzi z Mazepą na dziedziniec, przedtem prosząc ojca, by jeśli zginie w walce, uwierzył on wreszcie w niewinność swojej żonie. Po chwili słychać jeden strzał i ciszę. A nieco później zjawia się Mazepa. Wszyscy domyślają się wyniku pojedynku. Wojewoda wybiega przerażony i wraca z zakrwawioną koszulą syna. Wściekły ciska ją w twarz Amelii, która mdleje. Następnie gospodarz oznajmia królowi, że nie wypuści go z zamku, póki władca nie weźmie udziału w pogrzebie jego syna. Król czuje, że jest więźniem Wojewody.
Następnego dnia odbywa się pogrzeb Zbigniewa. Wojewoda każe Chmarze przyszykować drugą trumnę, na której mają zostać wyryte insygnia herbowe. Wierny sługa obawia się najgorszego. Król chce wraz ze swym dworem jak najszybciej opuścić zamek, ale Wojewoda nie chce go wypuścić nawet pod groźbą użycia siły. Zastawia drzwi trumną z ciałem swego syna, a sam na niej siada. W końcu oznajmia, że pozwoli królowi wyjechać, ale bez Mazepy. Władca domyśla się, że jego gospodarz szykuje coś okrutnego dla pazia i odmawia. W końcu jednak sam Mazepa namawia Jana Kazimierza, by zgodził się na warunki Wojewody, a za godzinę wrócił z wojskiem i odebrał swego wiernego sługę. Jan Kazimierz wyraża na to zgodę oznajmiając, że jeśli jego dworzaninowi coś się stanie, to Wojewoda za to odpowie własną głową. Władca i jego świta odchodzą. Wojewoda i Mazepa zostają sami, przez chwilę rozmawiają ze sobą. Paź widzi, że jego gospodarz stracił zdrowe zmysły, dlatego stara się go nie drażnić. Po chwili zostaje sam, ale nie na długo, bowiem podchodzi do niego Amelia. Kobieta pyta go o szczegóły pojedynku ze Zbigniewem. Mazepa opowiada jej, co naprawdę się wydarzyło na dziedzińcu. Mówi, że Zbigniew, wiedząc, że nigdy nie będzie mógł być z ukochaną, sam się zastrzelił. Amelia płacze nad jego trumną, na co wchodzi Wojewoda i reaguje gniewem. Amelia słabnie i mdleje, mówiąc, że zażyła truciznę. Po chwili umiera, zaś mąż pastwi się nad jej ciałem. Rozwścieczony tym wszystkim Mazepa wykrzykuje Wojewodzie prawdę o miłości jego żony i syna, po czym wychodzi. Nie wie jednak, że w komnacie obok czeka na niego pułapka. Ludzie Wojewody łapią go, wiążą, nagiego przywiązują do konia i wyganiają w step. Wojewoda jest zadowolony ze swego planu. Kiedy pod zamkiem zjawia się Jan Kazimierz z wojskiem żądający wydania Mazepy, otrzymuje jedynie kpiącą odpowiedź. Rozpoczyna się oblężenie, które jednak nie trwa długo. Zamek zostaje szybko zdobyty. Wojewoda każe Chmarze podać sobie kindżał. Wierny sługa prosi swego pana, by ten ukorzył się przed królem. Dumny szlachcic nie potrafi jednak tego zrobić i kiedy wchodzi rozwścieczony Jan Kazimierz, to na jego oczach Wojewoda zadaje sobie śmierć. Umierając, prosi, by pochować go daleko od Amelii i Zbigniewa, którzy mocno go zawiedli.

## Forma
Dramat jest napisany parzyście rymowanym klasycznym trzynastozgłoskowcem ze średniówką po sylabie siódmej. Poeta kształtuje tok wiersza w ten sposób, że koniec wersu i rym nie zbiega się z końcem zdania. Lucylla Pszczołowska stwierdza, że było to w literaturze polskiej zjawiskiem nowatorskim.

Co słysząc Olgopolski, jak piorun z obłoku
W bramę – co wiǳąc, równie accelerans kroku
I pan Szczara uczynił. – Waćpani się spytasz,
Co się stało? Jak razem wstąpili w korytarz,
Tak i razem ugrzęźli, brzuch z brzuchem, nos z nosem;
Próżno ich szlachta częstym szturchańcem i głosem
Podżega i na dalsze zaprasza pokoje –
Nie mogą – więc myśl wzięto seccare na dwoje
Zaciętych inimicos, więc błysnęły szable.

## Ekranizacje
Mazepa jest sztuką dość często wystawianą na scenie. Doczekała się ona również swojej filmowej adaptacji w reżyserii Gustawa Holoubka w 1975 roku. W filmie zagrali znani polscy aktorzy: Jerzy Bończak jako Mazepa, Zbigniew Zapasiewicz jako Jan Kazimierz, Mieczysław Voit jako Wojewoda, Magdalena Zawadzka jako Amelia, Krzysztof Kolberger jako Zbigniew i Kalina Jędrusik jako Kasztelanowa.
W roku 1971 Walerian Borowczyk nakręcił Blankę, luźną adaptację Mazepy, w której akcja została przeniesiona do średniowiecznej Francji.